# Безенгийская стена
Безенги́йская стена (груз. ბეზენგის კედელი, карач.-балк. Бызынгы Таула Тизгини) — 13-километровый горный массив, наиболее высокий участок Главного Кавказского (Водораздельного) хребта, между перевалами Цаннер (3887,0 м) на западе и Дыхныауш (3836,1 м) на востоке. Над ледником Безенги, образуя «стену», с запада на восток стоят вершины: Ляльвер (4355,0 м), Пик Есенина (4346,3 м), Гестола (4859,9 м), Катын-Тау (4979,0 м), Пик 4859, Джангитау Западная (5058,8), Джангитау Главная (5085 м), Джангитау Восточная (5033,6 м), Пик Шота Руставели (~4900 м), Шхара Западная (5068,8 м), Шхара Главная (5193,2 м), Шхара Восточная (4866,5 м).
По Безенгийской стене проложены траверсы 5Б и 6А категории сложности.

## Восхождения

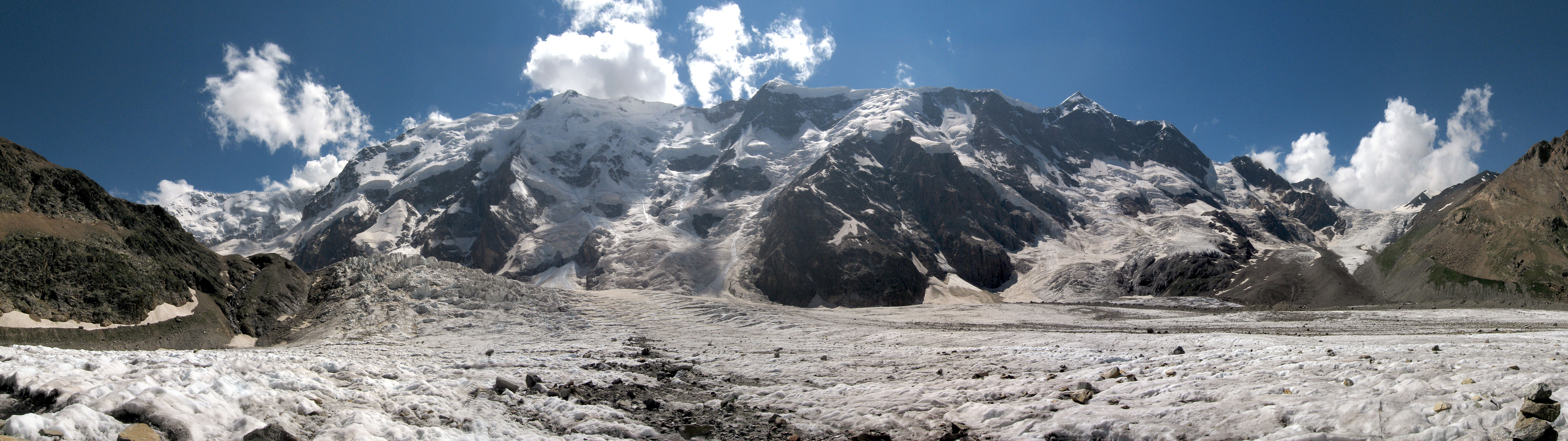
Безенгийская стена и Безенгийский ледник

- 1938 — первый траверс с востока на запад: Е. Белецкий (мс), А. Бердичевский, Д. Гущин (мс), И. Леонов[3];
- 1953 — первый траверс с запада на восток: группа под руководством К. Кузьмина[3];
- 2014 — первый зимний траверс: Виктор Коваль (руководитель), Николай Тотмянин, Пётр Кузенков и Сергей Кондрашкин[4].